# Georgenberské úmluvy
Georgenber(g)ské úmluvy, někdy též Georgenber(g)ské rukoudání (něm. Georgenberger Handfeste) jsou úmluvy, na jejichž základě přešlo Štýrsko po smrti Otakara IV. na Babenberky.
17. srpna roku 1186 uzavřel Leopold V. Babenberský se svým vzdáleným příbuzným štýrským vévodou Otakarem IV. smlouvu, která mu zajišťovala po Otakarově smrti veškeré štýrské dědictví. Později tuto dohodu pojistil i úpravou postavení štýrských ministeriálů zakotvenou ve smlouvě. Tato ujednání na začátku roku 1187 schválil na říšském sněmu v Řezně i císař (a Leopoldův bratranec) Fridrich I. Barbarossa.
K naplnění dohody došlo 8. května 1192, kdy Otakar IV. Štýrský bez potomků zemřel a Leopold V. se ujal bez problémů celého Štýrska. O málo později Jindřich VI. udělil Leopoldovi a jeho synu Fridrichovi dědictví po Otakarovi v léno.
K osmistému výročí úmluv byla vydána dvacetišilinková mince.